# Nicotiana burbidgeae
Nicotiana burbidgeae är en potatisväxtart som beskrevs av D.E. Symon. Nicotiana burbidgeae ingår i släktet tobak, och familjen potatisväxter. Inga underarter finns listade i Catalogue of Life.